# برج رن سینگ
رج رن سینگ (به انگلیسی: Burj Ran Singh) یک روستا در پاکستان است که در ناحیه قصور واقع شده‌است. رج رن سینگ ۱۸۶ متر بالاتر از سطح دریا واقع شده‌است.